# Łopienica Mała
Łopienica Mała, Łapienica Mała (biał. Малая Лапеніца) – wieś (dawniej miasteczko) na Białorusi, w obwodzie grodzieńskim, w rejonie wołkowyskim.
Znajduje się tu cmentarz żydowski. Przed II wojną światową istniał w pobliżu tej wsi dwór Bułharynów (w majątku o nazwie „Łopienica Wielka”, obecnie na terenie wsi Hryniewicze).
W II Rzeczypospolitej w województwie białostockim, w powiecie grodzieńskim, w wiejskiej gminie Izabelin. W 1921 roku wieś liczyła 240 mieszkańców i była najmniejszym miasteczkiem woj. białostockiego.